# Małobąd
Małobąd – staropolskie imię męskie, zrekonstruowane na podstawie nazwy wsi Małobądz w pow. olkuskim i Małobądz, obecnie dzielnicy Będzina, złożone z członów Mało- ("mało") i -bąd ("być, istnieć, żyć"). 
Małobąd imieniny obchodzi 1 października.
Zobacz też:
- Górki Małobądzkie